# Мачэн
Мачэ́н (кит. упр. 麻城, пиньинь Máchéng) — городской уезд городского округа Хуанган провинции Хубэй (КНР).

## История
В IV веке, когда на северокитайских землях появлялись и исчезали государства, создаваемые вторгшимися туда «северными варварами», полководец государства Поздняя Чжао Ма Цю (麻秋) построил южнее гор Дабешань укрепление, которое впоследствии стало известно как «Ма чэн» («город Ма»).
Во времена империи Лян здесь был создан уезд Синьань (信安县). После объединения китайских земель в империю Суй он был в 598 году переименован в Мачэн (麻城县). После смены империи Суй на империю Тан в 620 году из уезда Мачэн был выделен уезд Янчэн (阳城县), но в 625 году уезд Янчэн был вновь присоединён к уезду Мачэн. В 808 году уезд Мачэн был присоединён к уезду Хуанган, но в 849 году был воссоздан.
13 ноября 1927 года в уездах Хуанъань и Мачэн началось восстание, организованное Коммунистической партией Китая. Восставшими был организован советский район на стыке провинций Хубэй, Хэнань и Аньхой.
В 1949 году был образован Специальный район Хуанган (黄冈专区) и уезд вошёл в его состав. В 1952 году из частей уездов Лотянь, Мачэн и Хуанган был образован уезд Бинбао (兵堡县), впоследствии переименованный в Шэнли (胜利县); в 1955 году уезд Шэнли был расформирован. В 1970 году Специальный район Хуанган был переименован в Округ Хуанган (黄冈地区).
В 1986 году уезд Мачэн был преобразован в городской уезд.
В 1995 году округ Хуанган был преобразован в городской округ.

## Гиография

### Климат
Мачэн расположен в подверженном муссонам субтропическом климате, для которого характерны четыре четко выраженных сезона, теплые лето и зима. Средняя температура января 4,0 °C, июля 29,1 °C. На лето приходится до 135 дней, примерно около 60 дней длятся весна и осень. За летний сезон количество дождевых осадков доходит до уровня 1205 мм. Безморозный период составляет 240 дней.

## Административное деление
Городской уезд делится на 3 уличных комитета, 15 посёлков и 1 волость.